# Persistence of Time
Persistence of Time é o quinto álbum de estúdio da banda de heavy metal Anthrax. Lançado em 21 de agosto de 1990 pela Island Records, contou com a produção da banda e de Mark Dodson.
O disco inclui os singles "Got the Time", que é cover do músico Joe Jackson, e "In My World".
É o último disco de estúdio a contar com o vocalista Joey Belladonna, até o Worship Music, de 2011. Foi também o último disco da banda a contar com a formação considerada clássica.

## História
Persistence of Time faz parte da trinca de álbuns clássicos do Anthrax, que concentra também os discos Among the Living, de 1987, e State of Euphoria, de 1988. É considerado um dos mais complexos da banda e está inserido no contexto da época no qual os grupos de thrash metal estavam em período de experimentação contínua.
Liricamente o álbum vai além dos outros, devido a letras pacíficas e inteligentes contidas neste. Embora continue agressivo como sempre, é o álbum mais progressivo da banda, com as músicas beirando aos 6, 7 minutos.
O álbum foi indicado ao Grammy Award, em 1990, para a categoria Melhor Performance em Heavy Metal.
Em 2020, quando completou três décadas do lançamento, o Anthrax decidiu lançar uma edição comemorativa especial do disco.

## Desempenho nas paradas
O álbum ganhou disco de ouro nos EUA, por vender inicialmente 500 mil cópias, chegando a alcançar o vigésimo quarto lugar na Billboard.

## Faixas
Todas as faixas escritas por Anthrax, exceto "Got the Time", de Joe Jackson.
1. "Time" – 6:55
2. "Blood" – 7:13
3. "Keep It in the Family" – 7:08
4. "In My World" – 6:25
5. "Gridlock" – 5:17
6. "Intro to Reality" – 3:23
7. "Belly of the Beast" – 4:47
8. "Got the Time" (Joe Jackson) – 2:44
9. "H8 Red" – 5:04
10. "One Man Stands" – 5:38
11. "Discharge" – 4:12
12. "Protest and Survive" - 2:21

## Integrantes
- Joey Belladonna - Vocal
- Scott Ian - Guitarra
- Dan Spitz - Guitarra
- Frank Bello - Baixo
- Charlie Benante - Bateria